# ماسیمنو
ماسیمنو (به ایتالیایی: Massimeno) یک کومونه در ایتالیا است که در ترنتینو واقع شده‌است.

## خصوصیات
ماسیمنو ۲۱٫۴ کیلومترمربع مساحت و ۱۰۶ نفر جمعیت دارد.